# 無接觸
《無接觸》（韓語：언택트）是一部2020年公開的韓國短篇愛情電影，由金高銀、金柱憲主演。此片背景設定在處於全球大流行疫情下的2020年，講述男主角海歸到韓國卻無法與女主角接觸，導演金知雲希望透過短片方式記錄疫情時代下的惶惶人心。

## 劇情概要
男主角成憲在海外回到韓國，因要遵守十四天家居隔離，無法與女主角秀真接觸。成憲只能夠透過秀真經營的影片頻道，觀看她的影片和直播，隔著熒幕去了解她的日常。疫情前，男女雙方關係早已因男主角一意孤行去法國，扔下女主角而產生隔閡。在令人感到孤獨的疫情底下，二人對對方的思念反而更加濃厚。

## 演員陣容
- 金高銀 飾 金秀真
- 金柱憲 飾 成憲
- 張姬領 飾 在京，秀真的朋友。
- 趙福來 飾 海榮，成憲的朋友。

## 外部鏈接
- Daum上《無接觸》的資料

- 韩国电影数据库（KMDb）上《無接觸》的資料